# Àcid lipoic
L'àcid lipoic o α-àcid lipoic és un compost organo sofrat derivat de l'àcid octanoic. L'àcid lipoic conté dos àtoms de sofre (al carboni 6 i el carboni 8) units per un enllaç de disulfur. Existeixen dos enantiòmers el RLA i el SLA. L'enantiòmer RLA es sintetitza de forma endògena i és essencial en el metabolisme aerobi. Tant RLA com SLA estan disponibles com a suplement nutricional i s'han fet servir des de la dècada de 1950 en medicina per tractar diverses malalties..

## Biosíntesi
El precursor de l'àcid lipoic és l'àcid octanoic que es fa via la biosíntesi dels àcids grassos en la forma de la proteïna portadora octanol acil. En els eucariotes una segona via de biosíntesi d'àcids grassos es fa en els mitocondris.